# Heirat Napoleons I. mit Marie-Louise

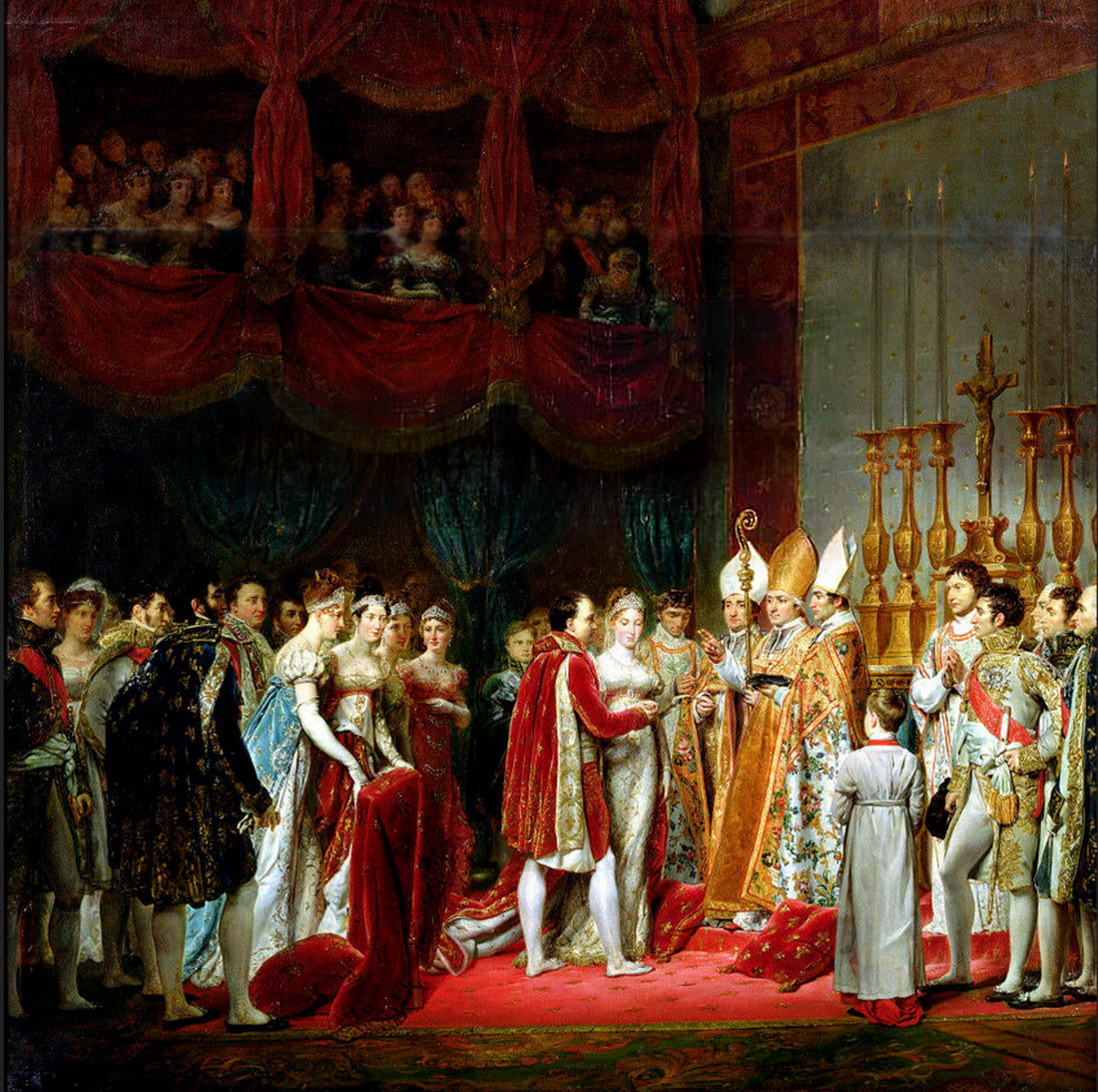
Heirat Napoleons I. mit Marie-Louise, 1810

Die Heirat Napoleons I. mit Marie-Louise war Bestandteil der Heiratspolitik Napoleon Bonapartes. Der französische Kaiser hatte bereits in den Jahren zuvor viele seiner Familienmitglieder gezielt mit europäischen Fürsten verheiratet. Er selbst war standesamtlich und kirchlich mit Joséphine de Beauharnais getraut. Die Kaiserin und erste Ehefrau Napoleons konnte aufgrund ihres fortgeschrittenen Alters jedoch keinen Thronfolger mehr gebären. Napoleon trennte sich daher von Joséphine und suchte nach einer neuen Gemahlin. Er favorisierte aus machtpolitischen Beweggründen zunächst eine Eheschließung mit der Schwester des russischen Zaren, Anna Pawlowna. Nachdem Alexander I. Napoleons Pläne zurückgewiesen hatte, fädelte der österreichische Außenminister Metternich eine Heirat mit Marie-Louise, der Tochter von Kaiser Franz I., ein. Nach Metternichs Kalkül sollte die Verbindung mit Napoleon das Habsburgerreich vor einer weiteren existenziellen Gefährdung durch Frankreich bewahren und dem Land eine Erholung von den Folgen des gerade verlorenen Fünften Koalitionskrieges ermöglichen.
Unter großer höfischer Prachtentfaltung fanden insgesamt drei Trauungen statt. Bei der ersten Vermählung in Wien handelte es sich um eine Stellvertreterhochzeit, bei der Napoleon persönlich nicht anwesend war. Zu einer Begegnung des Paares kam es erst am 27. März 1810 bei Compiègne. Es folgte am 1. April 1810 in Saint-Cloud eine zivile und am 2. April 1810 eine kirchliche Trauung in Paris. Die politischen Konsequenzen der Heirat waren ambivalent. Marie-Louise brachte zwar einerseits am 20. März 1811 einen Sohn und Thronfolger zur Welt. Andererseits konnten die verwandtschaftlichen Beziehungen zum Haus Habsburg nicht den Kriegseintritt Österreichs 1813 auf die Seite der antinapoleonischen Koalition verhindern. Nach dem Sturz Napoleons im Frühjahr 1814 kehrte Marie-Louise an den Hof ihres Vaters zurück. Auf dem Wiener Kongress wurden ihr die Herzogtümer Parma, Piacenza und Gustalla zugesprochen, die sie bis zu ihrem Tod regierte. Sie blieb mit Napoleon bis zu dessen Tod im Jahr 1821 formal verheiratet. Danach heiratete sie in morganatischer Ehe den österreichischen General Adam Albert von Neipperg und nach dessen Tod den Grafen Charles-René de Bombelles.

## Vorgeschichte

### Das Thronfolgeproblem

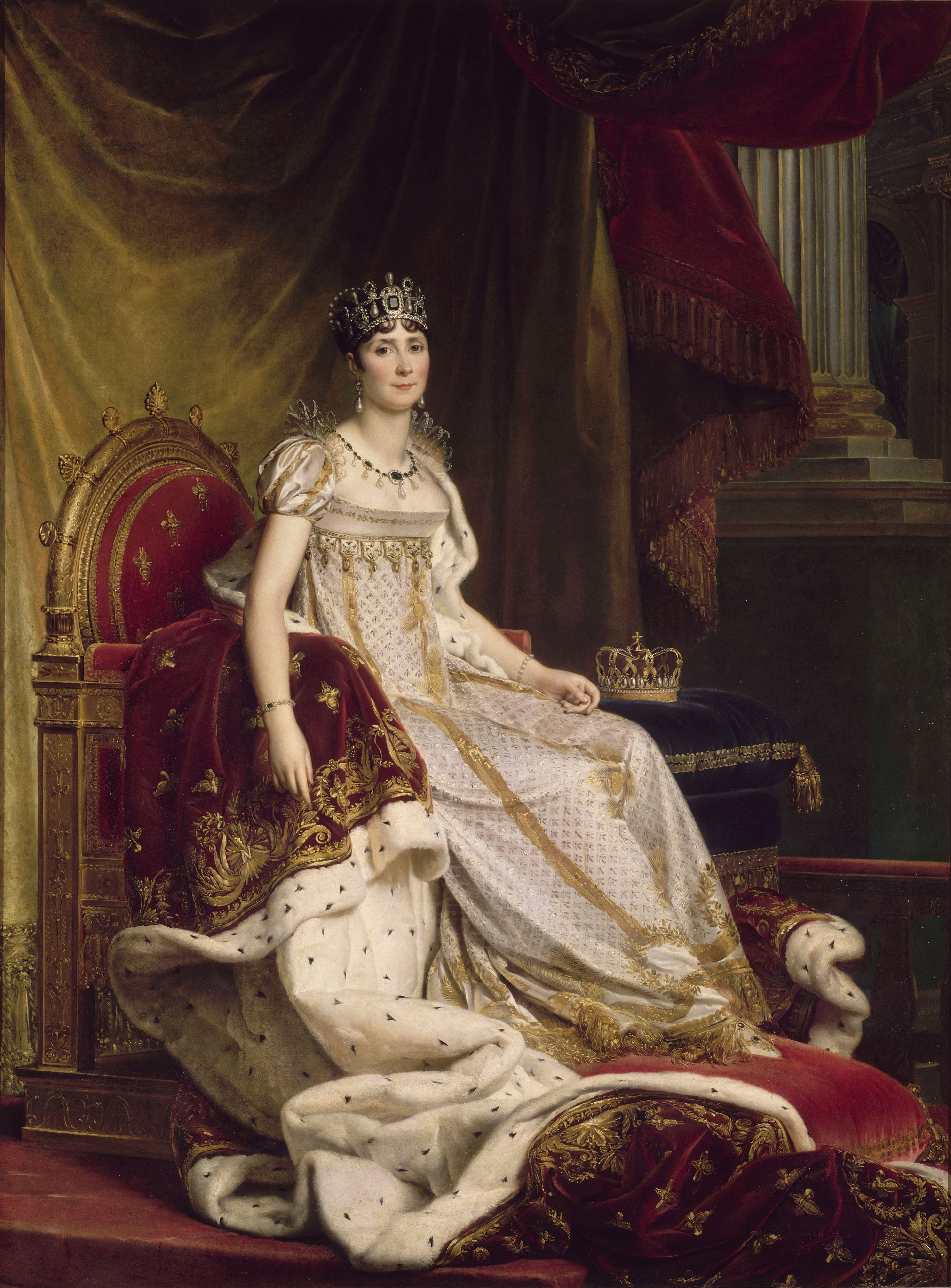
Napoleons erste Ehefrau: Joséphine de Beauharnais

Napoleon, der sich 1804 selbst zum Kaiser der Franzosen gekrönt hatte, plante, eine eigenen Dynastie zu gründen. Die Umwandlung des Konsulats in ein erbliches Kaisertum machte einen männlichen Thronfolger notwendig. Nach der Verfassung konnte der Kaiser, wenn er keine natürlichen Nachkommen hatte, seine Nachfolge durch die Adoption eines Sohnes oder Enkels seiner Brüder regeln. Aus Sicht von Napoleons Umfeld konnte jedoch nur ein leiblicher Sohn Anerkennung finden. Napoleons Ehefrau Joséphine war kurz vor der Kaiserkrönung schon 41 Jahre alt, weshalb die Forderung lauter wurde, sich von ihr scheiden zu lassen und erneut zu heiraten. 
Anlässlich seiner Krönung wollte sich Napoleon von Papst Pius VII. salben lassen. Dem deshalb in Paris weilenden Papst beichtete Joséphine, ohne kirchlichen Segen mit Napoleon verheiratet zu sein. Da ihre standesamtliche Trauung von der katholischen Kirche nicht anerkannt wurde, konnte der Papst Napoleon drohen, nicht an der Krönung teilzunehmen. Napoleon lief damit Gefahr, die Krönung vor den Augen der aus ganz Europa angereisten Diplomaten absagen zu müssen. Am Abend des 1. Dezember 1804 – einen Tag vor der Krönung – ließen sich Napoleon und Joséphine in einer Kapelle in den Tuilerien trauen. Dies geschah mit Wissen des Papstes, wurde aber vor der Öffentlichkeit geheim gehalten. Da das Kirchenrecht keine Scheidung erlaubt, schien Joséphine ihre Stellung an der Seite Napoleons gesichert zu haben.

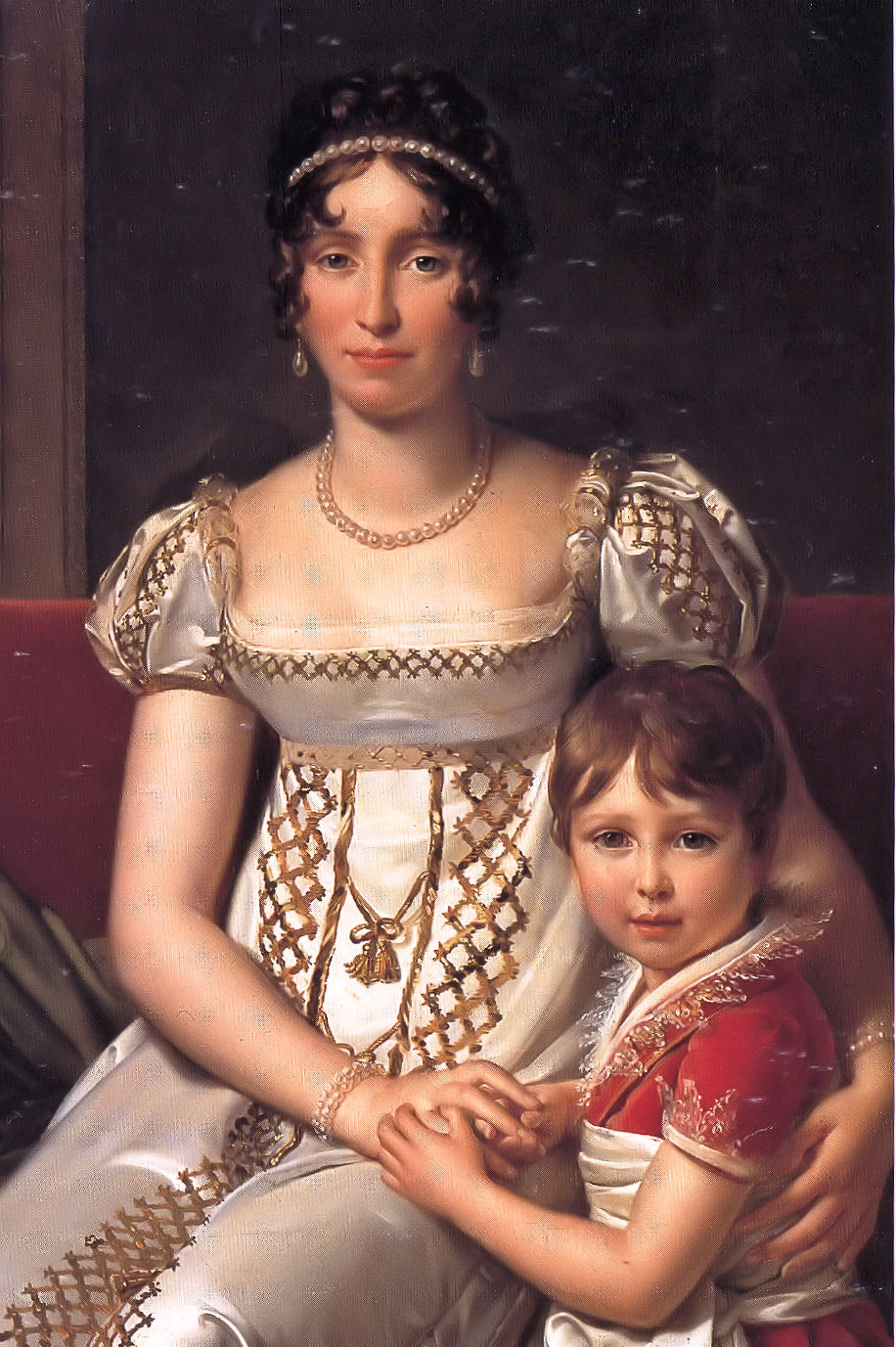
Hortense de Beauharnais zusammen mit ihrem Sohn, Napoléon-Charles

Auch in anderer Hinsicht konnte Joséphine den dynastischen Ambitionen Napoleons zunächst gerecht werden. Noch in der Zeit des Konsulats hatte sie ihn überzeugen können, ihre Tochter Hortense mit seinem Bruder Louis zu verheiraten. Auf diese Weise war bereits am 11. Oktober 1802 mit Napoléon Charles ein Kind geboren worden, das Napoleon, wenn auch inoffiziell, zu seinem Nachfolger erklärte und es bei dessen Volljährigkeit adoptieren wollte. Napoléon Charles verband Joséphines Familie mit der Napoleons, was ihre Stellung weiter stabilisieren sollte. Der frühe Tod von Napoléon Charles am 5. Mai 1807 machte Joséphines Konzept von einer eigenen Dynastie jedoch zunichte. Das Thronfolgeproblem wurde erneut aktuell. Am kaiserlichen Hof wurden abermals Stimmen laut, die dem Kaiser zu einer Scheidung von Joséphine rieten. Vor allem der ehemalige Außenminister Charles-Maurice de Talleyrand-Périgord und Polizeiminister Joseph Fouché taten sich hier hervor.
Napoleon schenkte dieser Kritik jedoch kein Gehör, solange er noch davon ausging, selbst unfruchtbar zu sein. In seinen zahlreichen außerehelichen Affären, etwa mit Madame Duchatel, Félicie Longroy und Carlotta Gazzani, hatte er keine Kinder gezeugt. Joséphine hatte hingegen zwei Kinder aus erster Ehe. Selbst als eine von Napoleons Geliebten, Éléonore Denuelle, schwanger wurde, zog er seine Vaterschaft in Zweifel. Er hielt Joachim Murat für den Vater. Allerdings wies der am 15. Dezember 1806 geborene Léon Denuelle große äußerliche Ähnlichkeiten mit Napoleon auf.

### Scheidung von Joséphine

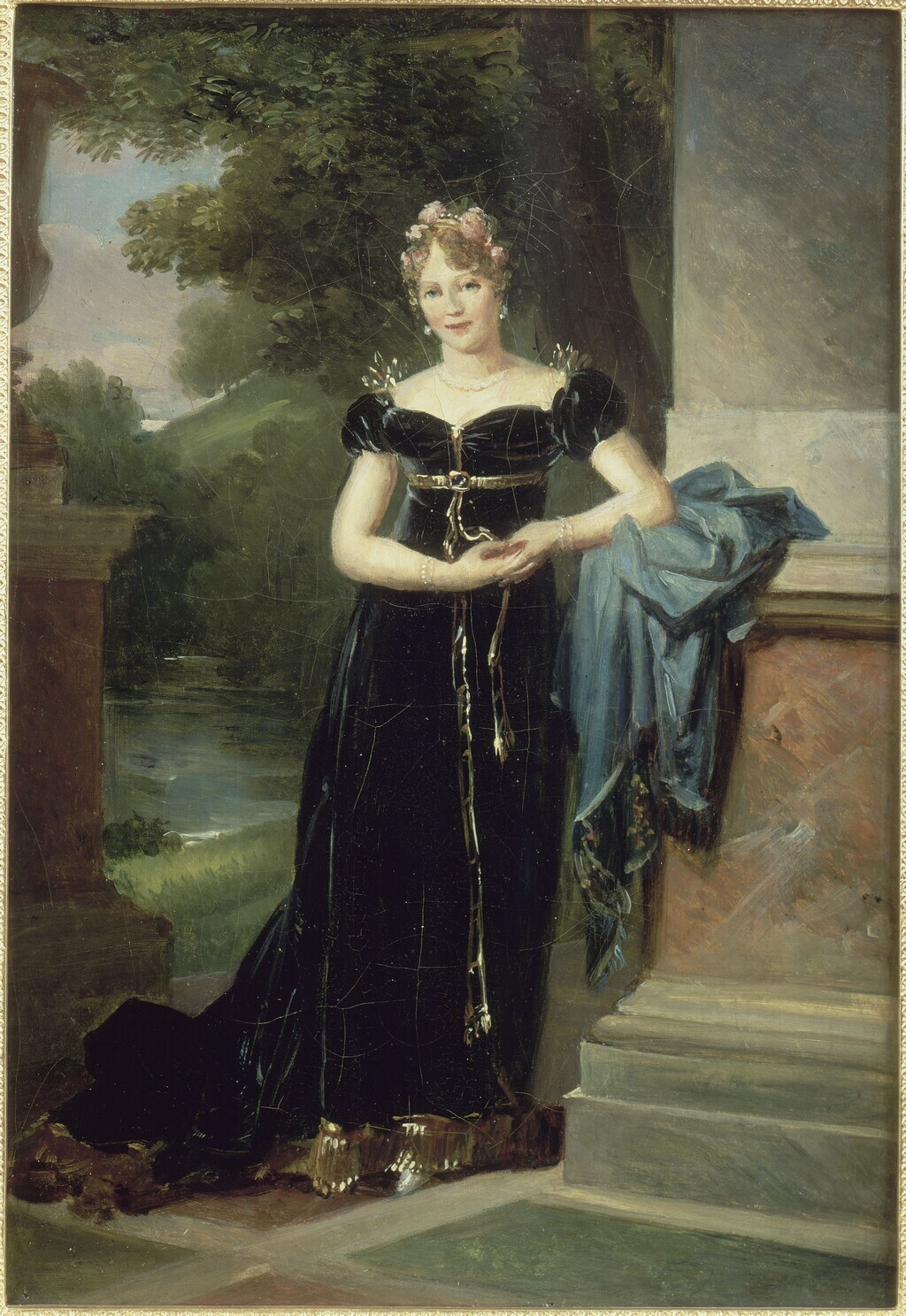
Die polnische Geliebte Napoleons: Maria Walewska

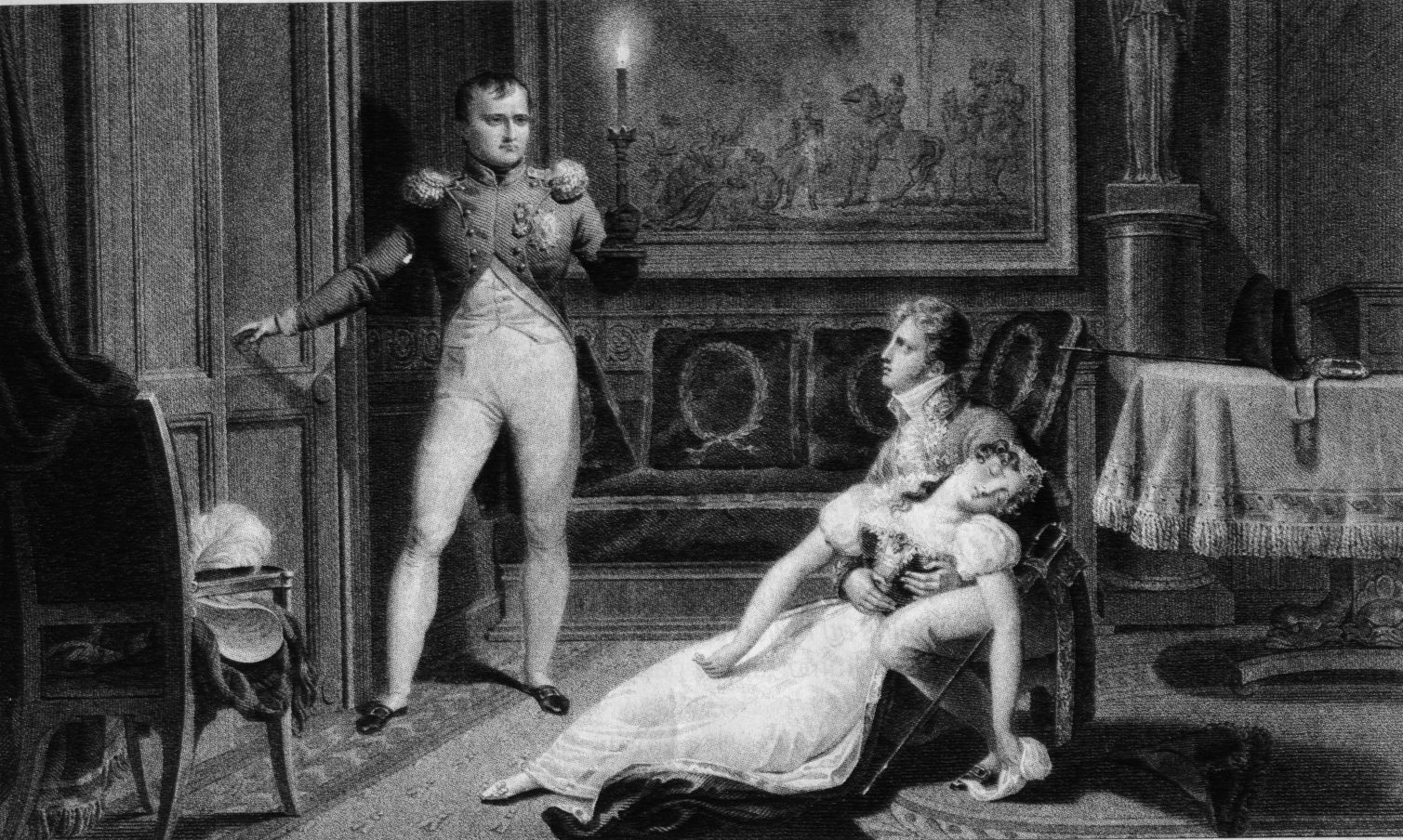
Künstlerische Darstellung von der ohnmächtigen Kaiserin Josephine

Gegen die Entscheidung für eine Scheidung sprach die Beliebtheit Joséphines im Volk und Napoleons persönliche Zuneigung zu ihr. Andererseits hatte im Jahr 1809 die Schwangerschaft seiner polnischen Mätresse Maria Walewska gezeigt, dass er zeugungsfähig war, also möglicherweise noch einen Thronfolger zeugen konnte. Diesmal erkannte Napoleon auch seine Vaterschaft an. Schließlich führte ihn der am 12. Oktober 1809 gescheiterte Attentatsversuch durch Friedrich Stapß vor Augen, wie bedroht das französische Imperium im Falle seines Todes wäre. Nur durch einen leiblichen Sohn, der ihm auf den Thron nachfolgen konnte, glaubte er, den dauerhaften Fortbestand seines Kaiserreiches sichern zu können. Dennoch unterrichtete Napoleon seine Ehefrau erst mehr als einen Monat nach seiner Rückkehr aus Österreich über sein Scheidungsvorhaben. Er war ihr beispielsweise unter dem Vorwand, auf die Jagd zu gehen, nach Schloss Fontainebleau ausgewichen. Am 30. November 1809 lud er Joséphine schließlich zu einem gemeinsamen abendlichen Dinner ins Tuilerienschloss ein. Anschließend rechtfertigte er sich, im Interesse Frankreichs sich von ihr trennen zu müssen. Daraufhin soll Joséphine in Ohnmacht gefallen sein oder zumindest so getan haben. Napoleon soll seinen Schlosspräfekten François-Joseph de Bausset gerufen haben, um Josephine in ihr Schlossappartement zu tragen. Am 15. Dezember 1809 gegen 20:00 Uhr gaben Napoleon und Joséphine ebenfalls in den Tuilerien im offiziellen Kreis der kaiserlichen Familie, hoher staatlichen Würdenträger und Offiziere ihre zivile Scheidung bekannt. Auf Druck Napoleons beeilte sich am 9. Januar 1810 auch die Pariser Diözesenbehörde, die kirchliche Heirat für ungültig zu erklären.

### Bündnispolitische Überlegungen für eine Neuverheiratung

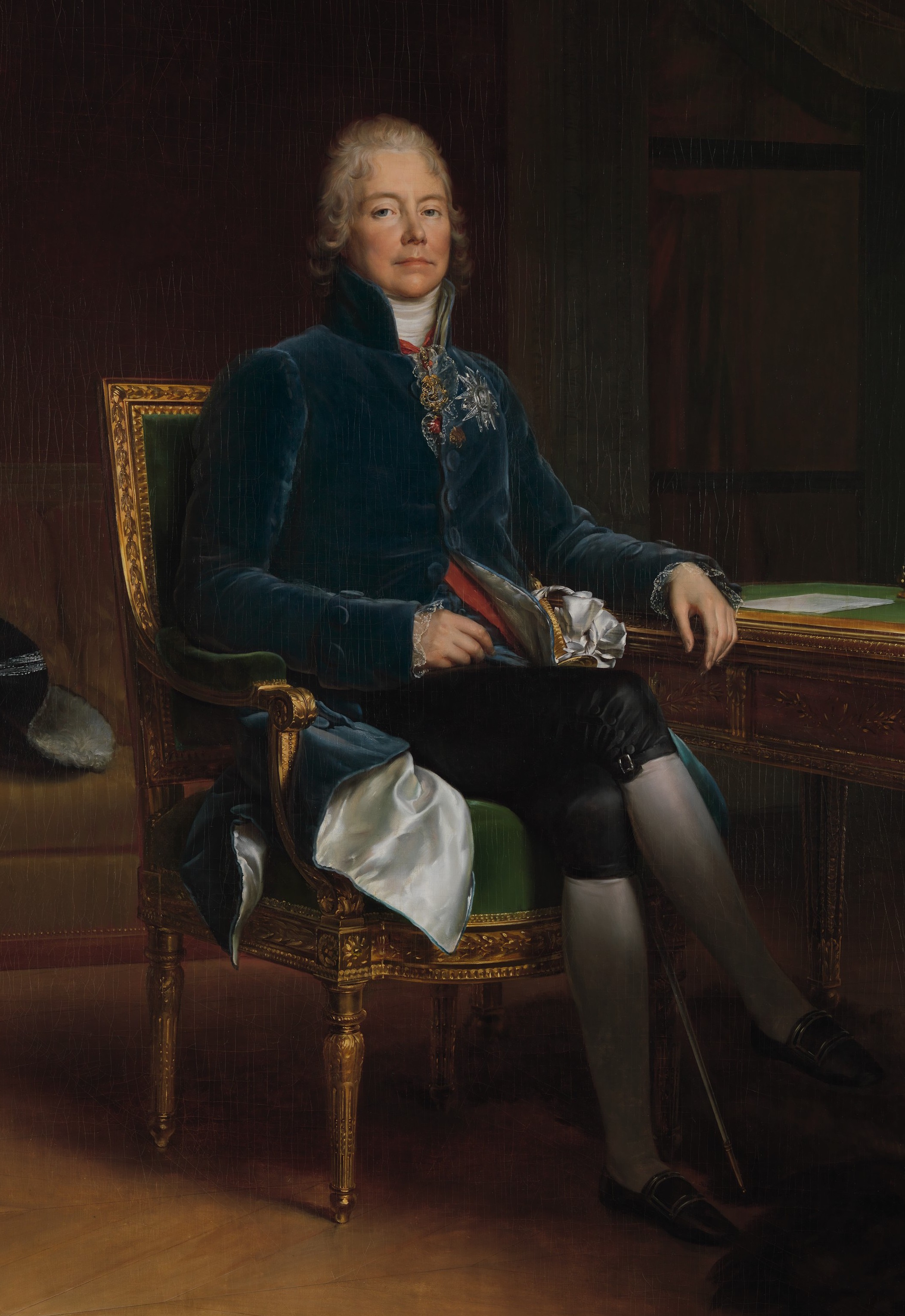
Befürworter der Scheidung: Charles-Maurice de Talleyrand-Périgord

Bei der Suche nach einer neuen Ehefrau kamen nur drei Kandidatinnen in die nähere Auswahl: eine sächsische Prinzessin, eine Schwester des russischen Zaren Alexanders I. und Marie-Louise, die Tochter des österreichischen Kaisers. Mit solchen Heiratsverbindungen wollte Napoleon, der seinen Aufstieg nicht der Geburt, sondern seinen militärischen Erfolgen und politischem Geschick verdankte, sein Herrscherhaus endgültig in die Reihe der etablierten Dynastien Europas integrieren. Gegenüber Marie-Louise gab es aufgrund des Österreichisch-Französischen Krieges von 1809 zunächst noch Vorbehalte. Nach dem Sieg über Österreich hatte Napoleon sogar die Zerstückelung der Habsburgermonarchie vorgesehen. Er hatte bereits ein Dekret vorbereiten lassen, das Ungarn in die Unabhängigkeit entlassen sollte. Gedrängt von Talleyrand willigte Napoleon jedoch in Gespräche mit dem Wiener Hof ein. Talleyrand beabsichtigte ein Bündnis mit Österreich, mit dessen Hilfe er ein machtpolitisch stabiles Gleichgewicht in Europa installieren wollte. Auf diese Weise sollten weitere die Kräfte Frankreichs überfordernde Feldzüge verhindert und eine dauerhafte Friedensordnung etabliert werden. Durch die Verheiratung mit Napoleon erhoffte sich auch Marie-Louises Vater Kaiser Franz I. die Festigung der politischen Verhältnisse. Es lag im österreichischen Interesse, eine Heirat Napoleons mit der russischen Prinzessin Anna Pawlowna zu vereiteln, da ansonsten eine Umklammerung durch Frankreich im Westen und das Zarenreich im Osten drohte. Daher reagierte Franz I. auf einen Brief vom 23. Februar 1810, in dem Napoleon um die Hand Marie-Louises bat, positiv.

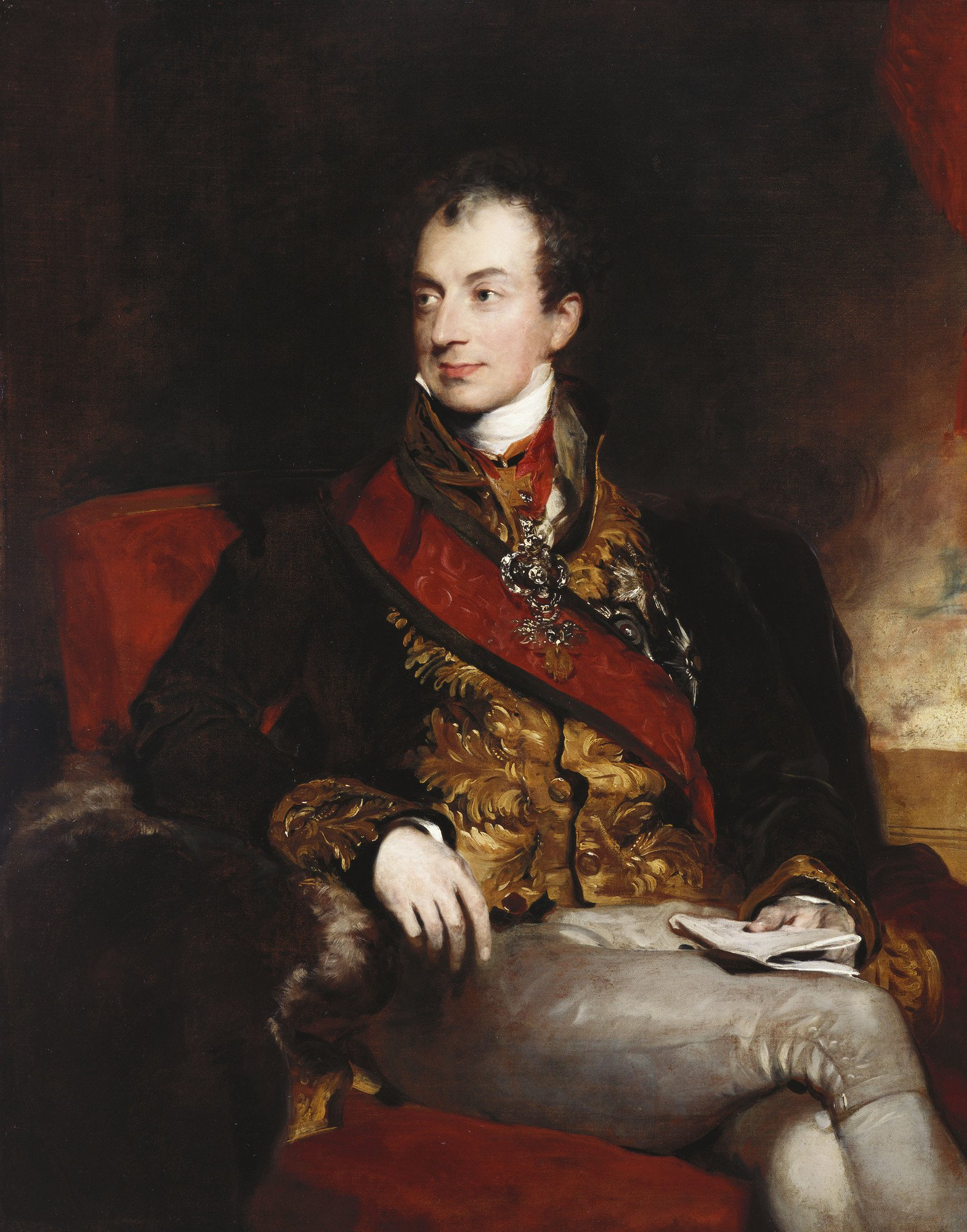
Österreichischer Vermittler der Heirat: Klemens Wenzel Lothar von Metternich

Die zusagende Haltung des österreichischen Kaisers hing auch mit dem Einfluss einer neuen wichtigen Figur in der Wiener Politik zusammen: Klemens Wenzel Lothar von Metternich war an die Stelle des bisherigen österreichischen Außenministers Johann Philipp von Stadion getreten. Stadion hatte den für Österreich verlorenen Krieg von 1809 befürwortet und auf eine „ausgebliebene national[e] Erhebung“ gesetzt (so der Historiker Wolfram Siemann). Neben der Ausarbeitung eines neuen außenpolitisches Konzeptes war Metternich indirekt als Moderator der Heirat aktiv. Napoleon wandte sich bei einem Pariser Maskenball an Metternichs Ehefrau Eleonore von Kaunitz, die die Heiratsanfrage brieflich an den sich in Wien aufhaltenden Metternich weiterleitete. Dieser zählte zu den Hauptbefürwortern der Hochzeit, da sie seinem außenpolitischen Konzept entgegenkam, Österreich zunächst an das „triumphierende französische System anzuschmiegen“ und dessen „Kraft auf bessere Zeiten aufzuheben“. Langfristig sah Metternich in der bevorstehenden Heirat mit Marie-Louise einen großen taktischen Fehler Napoleons. Österreich war aufgrund der schlechten Erfahrungen im Siebenjährigen Krieg, der Hinrichtung Marie Antoinettes und der harten Friedensbedingungen von Schönbrunn ein für Frankreich kaum zu gewinnender Bündnispartner. Seit dem Frieden von Tilsit bestand hingegen eine Allianz zwischen Russland und Frankreich, die Napoleon mit der Heirat Marie-Louises aber nun offen in Frage stellte. Mit seiner Entscheidung gegen Anna Pawlowna trieben Russland und Frankreich weiter ungebremst auf eine militärische Eskalation zu. Im Falle eines russisch-französischen Krieges wiederum sah Metternich die Chance, die Heiratsverbindung im Nachhinein als vom Sieger aufgezwungen darzustellen: „Kann man zwischen dem Untergang einer ganzen Monarchie und dem persönlichen Unglück einer Prinzessin wählen?“ Auf diese Weise sollte Österreich sich insgeheim die Option eines Bündniswechsels offenhalten. Zugleich wurde Metternich vom österreichischen Kaiser mit der Aufgabe betraut, Erzherzogin Marie-Louise von der Notwendigkeit der Hochzeit zu überzeugen. Marie-Louise musste sich hier den Vorstellungen der Dynastie beugen. Ihr wurde keine persönliche Entscheidungsfreiheit zugestanden. Als Kaiser Franz Erkundigungen über die Herkunft der Familie Bonaparte einziehen ließ, soll Napoleon zu dessen Gesandten gesagt haben: „Mein Adel datiert von Millesimo und Montenotte her“.

## Diplomatische Vorbereitung und Stellvertreterhochzeit in Wien

### Offizielle Überreichung des Heiratsantrages

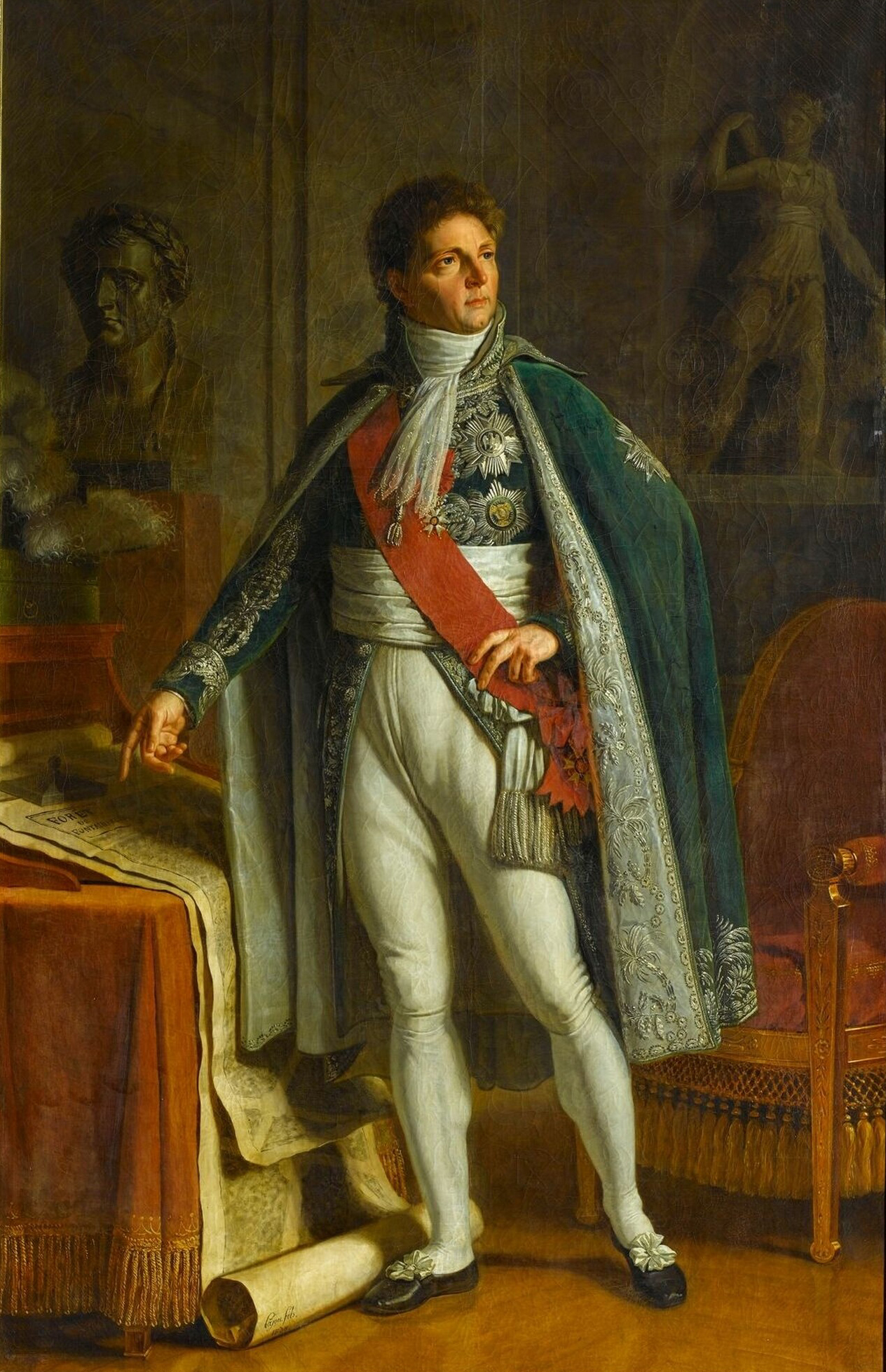
Überbringer des Heiratsantrages: Louis-Alexandre Berthier

Napoleon betraute Marschall Louis-Alexandre Berthier mit der offiziellen Überreichung des Heiratsantrages. Berthier war ein Befürworter der österreichischen Heirat und genoss das volle Vertrauen Napoleons. Noch Ende 1809 war er von ihm zum Fürsten von Wagram ernannt worden. Am 22. Februar 1810 brach Berthier auf und erreichte Wien am 4. März, wo er von der Bevölkerung als Friedensbringer bejubelt wurde. Drei Tage später erschien Berthier vor Kaiser Franz I. In seiner Rede bekräftigte er, dass Frankreich eine Aussöhnung mit Österreich suche: „Die Politik meines Souveräns [Napoleons] entspricht den Wünschen seines Herzens. Diese Vereinigung von zwei mächtigen Familien wird zwei großzügigen Nationen neue Zusicherungen von Ruhe und Glück geben.“ Anschließend wurde Marie-Louise zur Audienz vorgelassen. Berthier übergab ihr einen Brief und ein Porträt Napoleons. Am 9. März unterschrieb sie eine sogenannte Renuntiationsurkunde, die Napoleon jedes Erbrecht auf den österreichischen Thron entziehen sollte.

### Stellvertreterhochzeit in Wien

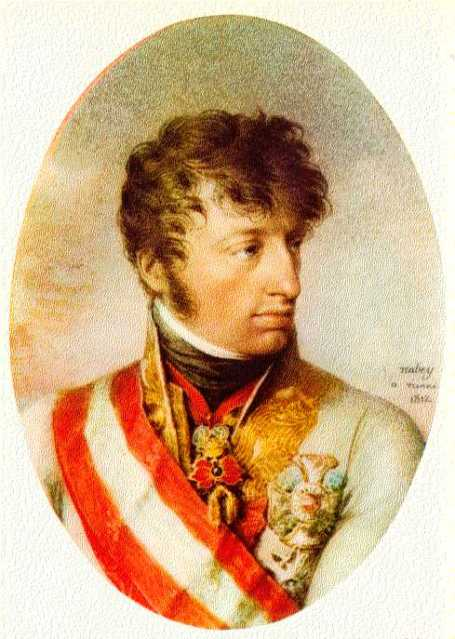
Stellvertreter Napoleons: Erzherzog Karl

Am 11. März 1810 fand in der Wiener Augustinerkirche eine Stellvertreterhochzeit zwischen der achtzehnjährigen Erzherzogin und dem Kaiser der Franzosen statt. Dies war nicht unproblematisch, da Napoleon sich erst kürzlich von Joséphine geschieden hatte und somit Zweifel an der kirchlichen Rechtsgültigkeit der neuen Ehe aufkamen. Um derartige Kritik zu unterdrücken, sprach der Erzbischof von Wien der Hochzeit seinen Segen aus. Der nicht anwesende Napoleon ließ sich von Erzherzog Karl vertreten, der ihm im Französisch-Österreichischen Krieg von 1809 noch als Gegenspieler gegenübergestanden hatte. Napoleon selbst hatte ihn in einem Brief vom 25. Februar 1810 für diese Aufgabe ausgewählt und Berthier am 8. März zu einer Audienz zum Erzherzog geschickt, um seiner Forderung nochmals Nachdruck zu verleihen. Die österreichische Kaiserin Maria Ludovika begleitete Marie-Louise zum Altar, wo sich „der Erzherzog Prokurator und Marie-Louise gegenseitig die Ringe an die Finger steckten“, so das Hofprotokoll am folgenden Tag. Bei der Zeremonie wurden insgesamt zwölf Eheringe geweiht, da am Wiener Hof die Fingerstärke des französischen Kaisers unbekannt war. Die Ringe wurden mit auf die Reise nach Frankreich geschickt und sollten – so sah es das Protokoll vor – von Marie-Louise an Napoleon übergeben werden. Zum Abschluss des Ritus sang ein Chor das Kirchenlied „Gott, wir loben dich“.

## Reise Marie-Louises nach Frankreich

### Abreise aus Wien und Übergabezeremonie in Braunau am Inn

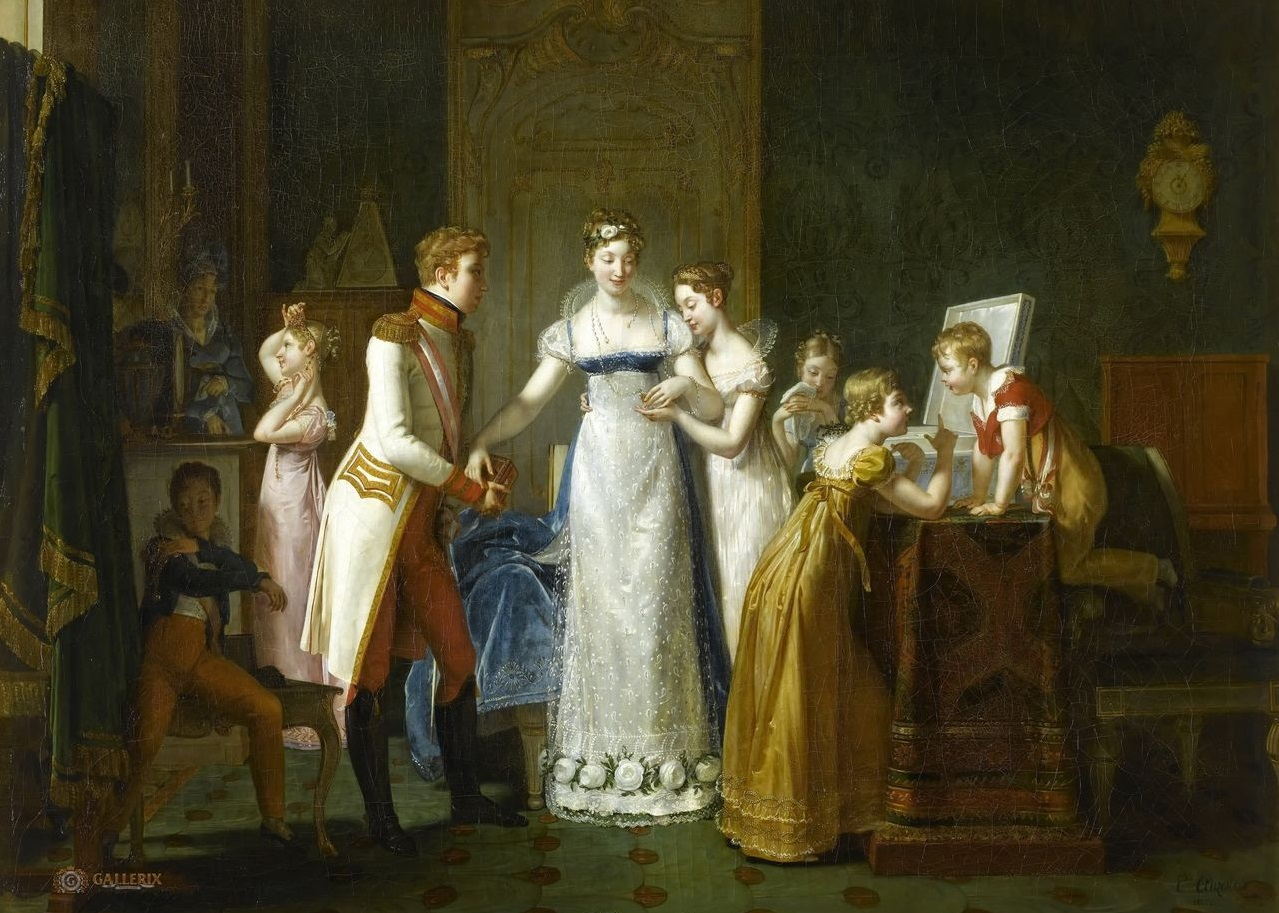
Der Abschied Marie-Louises von ihrer Familie, Pauline Auzou, 1812

Die Reise der nun französischen Kaiserin Marie-Louise von Wien nach Paris erforderte ein aufwendiges höfisches Zeremoniell, bei dem Napoleon an die Tradition des Ancien Régime anknüpfen wollte. Er bestand darauf, die Brautfahrt der Marie Antoinette von 1770 nachzuahmen. Dazu gehörte etwa die Veranstaltung einer feierlichen Übergabezeremonie an der Grenze zwischen der französischen und österreichischen Einflusszone sowie eine erste Begegnung des Ehepaares bei Schloss Compiègne. Marie-Louise verabschiedete sich am 13. März 1810 von ihrer Familie und reiste aus Wien ab. Ein aus 300 Personen bestehender Hofstaat begleitete sie. Der Konvoi setzte sich aus insgesamt 83 Kutschen zusammen, die von 454 Pferden gezogen wurden. Am 16. März betrat Marie-Louise bei Braunau am Inn die Grenze zwischen Österreich und dem mit Frankreich verbündeten Königreich Bayern. In einem eigens für die Zeremonie errichteten Holzpavillon fand die inszenierte Übergabe Marie-Louises an Frankreich statt. Der Pavillon bestand aus drei Räumlichkeiten: Ein östlicher Saal repräsentierte Österreich, ein westlicher Frankreich und der dazwischen liegende Saal war als neutraler Boden vorgesehen. Ebenso gab es zwei Eingänge (ein französischer und ein österreichischer). Um 14 Uhr durchschritt Marie-Louise den österreichischen Saal und gelangte in den neutralen Saal, wo sie von dem österreichischen Diplomaten Ferdinand von Trauttmansdorff an Berthier übergeben wurde. Hier musste sich Marie-Louise endgültig von ihrem österreichischen Hofstaat verabschieden. Nachdem sie auf einem im Saal positionierten Thron Platz genommen hatte, erschien ihr neuer französischer Hofstaat. Im französischen Saal wurde ihr ihre österreichische Reisekleidung abgenommen. Sie erhielt in einem zwei Stunden andauernden Akt eine komplett neue, französische Ausstattung. Marie-Louise wurde parfümiert, neu gekleidet und bekam eine neue Haarfrisur, womit die symbolische Wandlung zur französischen Kaiserin abgeschlossen war.

### Einzug in München

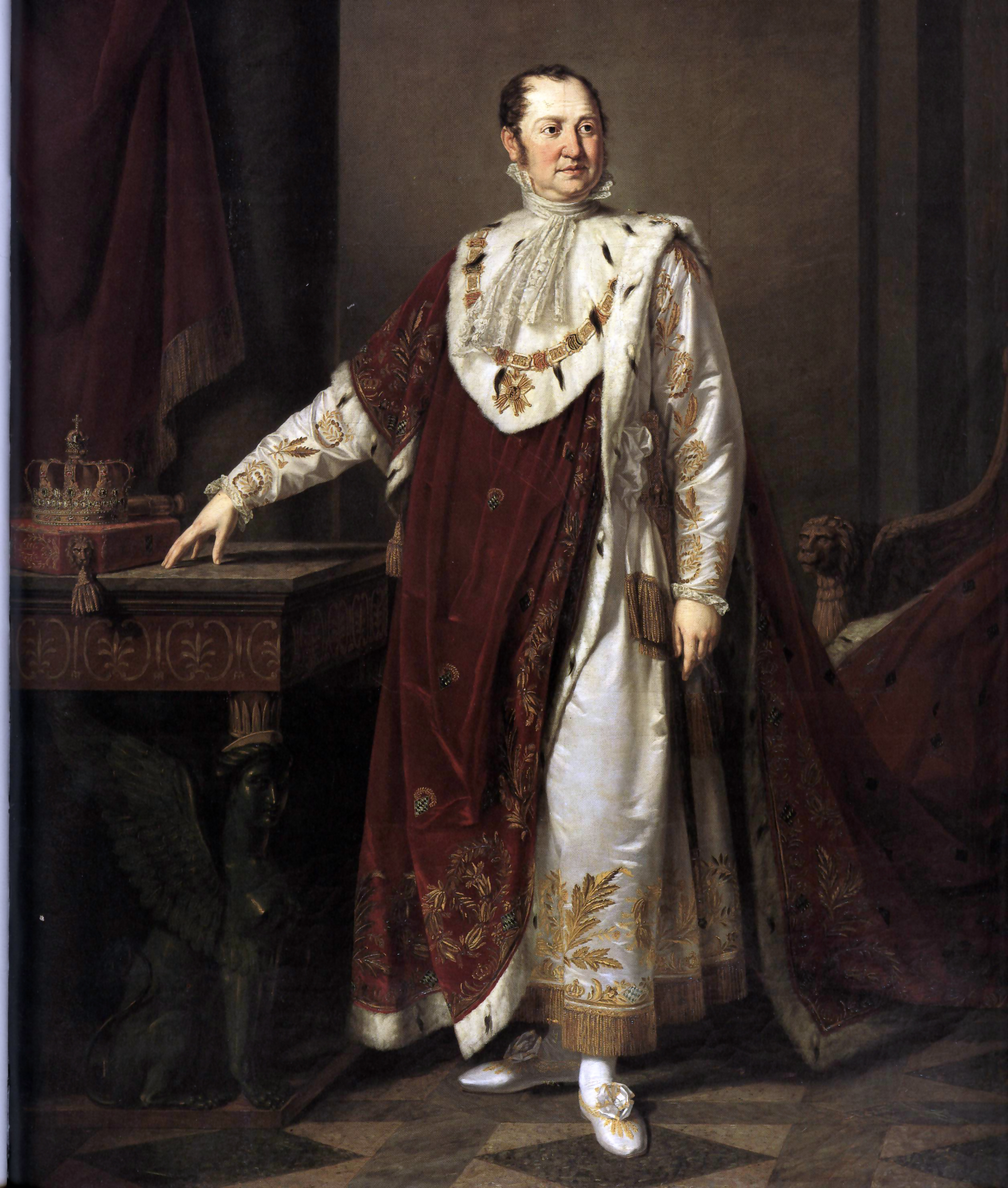
Oberhaupt der Wittelsbacher: König Maximilian I. Joseph von Bayern

Am Abend des 17. März 1810 erreichte Marie-Louise und ihr aus 38 Kutschen bestehendes Gefolge die bayerische Hauptstadt München. Die dort residierende Dynastie der Wittelsbacher betrachtete die neue Heiratsverbindung aus zwei Gründen mit Sorge. Erstens war die älteste Tochter des bayerischen Königs mit Eugène de Beauharnais, dem Sohn von Josèphine, verheiratet. Mit der Scheidung von Joséphine hatte Napoleon also seine dynastische Verbindung zum bayerischen Königshaus entwertet. Zweitens verlor Bayern durch Napoleons neue Heirat an geostrategischer Bedeutung. Seit der Schließung des Bogenhausener Vertrages hatte Bayern gegenüber dem angrenzenden Österreich als „Bollwerk“ und französisches Aufmarschgebiet fungiert, wofür Napoleon es territorial vergrößerte. Im Zuge der Heirat mit Marie-Louise schien fortan jedoch eine Einigung zwischen Österreich und Frankreich zum Nachteil Bayerns möglich. Nicht zuletzt trugen auch der nur mühsam niedergeschlagene Aufstand im bayerischen Tirol, die antinapoleonische Haltung des bayerischen Kronprinzen Ludwig und die bayerische Blockade einer Rheinbundverfassung zu einem angespannten Verhältnis zu Frankreich bei. Folglich sah die bayerische Regierung den feierlichen Einzug Marie-Louises in München als Gelegenheit, um Napoleon versöhnlich zu stimmen: Kronprinz Ludwig musste Marie-Louise von Haag nach München begleiten. Vor den Toren der Stadt wurde ihr Konvoi von fünf bayerischen Einheiten empfangen. Als Marie-Louises Kutsche die Alte Isarbrücke erreichte, begannen im selben Moment die Kirchenglocken der Stadt zu läuten. Zusätzlich gaben Geschütze Salutschüsse ab. Anhaltender Starkregen behinderte allerdings die städtische Illumination.
Marie-Louises Begleitung bestand auch jetzt nicht ausschließlich aus Franzosen. Metternich etwa folgte dem Konvoi bis Paris und sollte in der französischen Hauptstadt noch 181 Tage bleiben. Unter der Vorgabe, Marie-Louise zu betreuen, sah er die Chance, in Verhandlungen persönlich auf Napoleon einwirken zu können und so eine Revision des für Österreich harten Friedensvertrages von Schönbrunn (85 Millionen Franc Kriegsentschädigung und eine Begrenzung der Armee auf 150.000 Mann) zu bewerkstelligen. Am 15. März 1810 war Metternich aus Wien abgereist und holte den Konvoi in Straßburg acht Tage später ein. Dem österreichischen Kaiser übermittelte er regelmäßige Berichte über die Reise, das Verhalten und die Befindlichkeiten von Marie-Louise. Obwohl Metternich letztlich keine Abmilderung der Friedensbedingungen erreichen konnte, gelang es ihm doch, die Heirat als Erfolg zu verkaufen, mit dem Österreich sich Jahre der Erholung vom Krieg sicherte.

### Zusammentreffen bei Compiègne

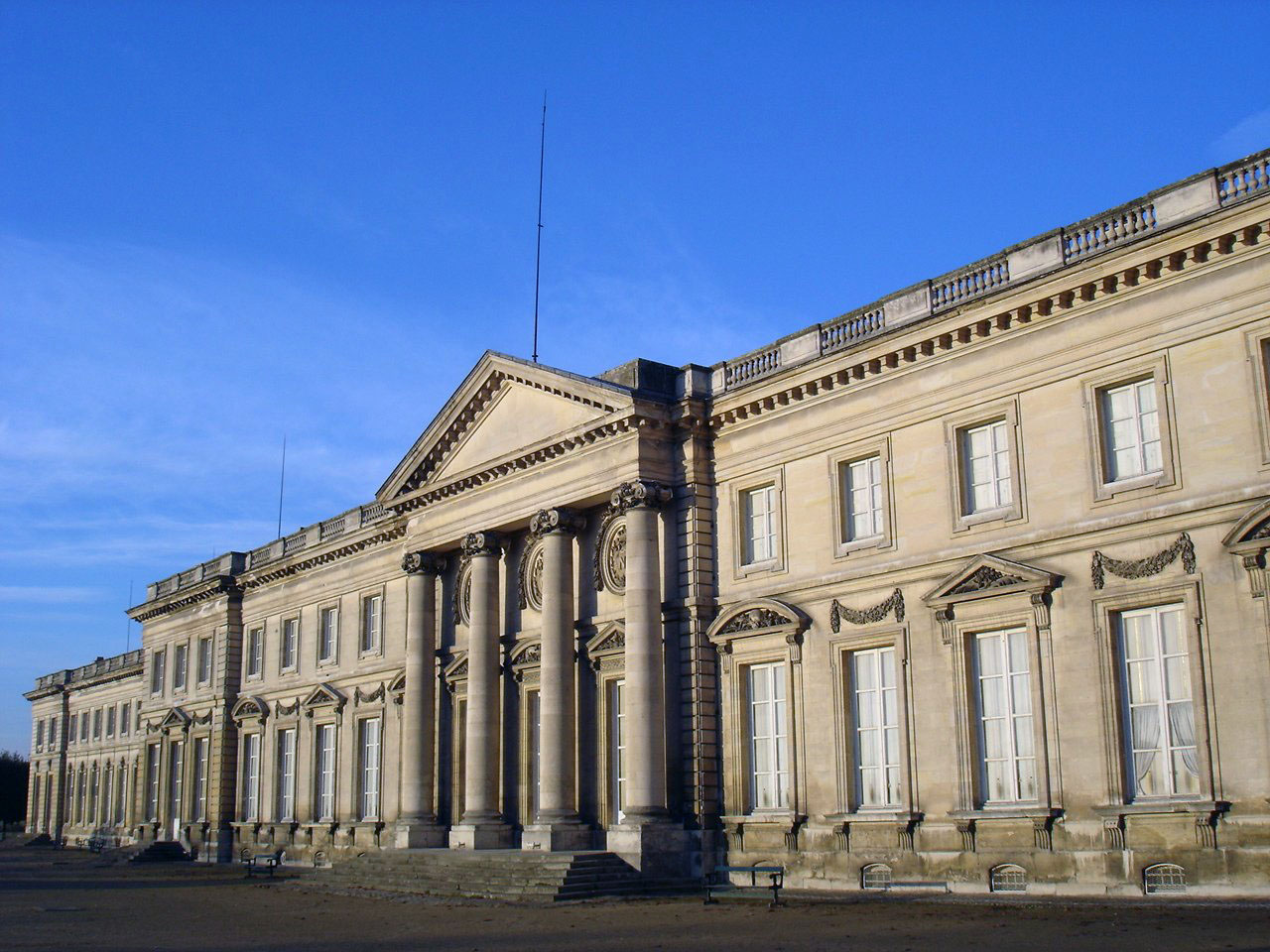
Schloss Compiègne

Um die Strapazen der Reise möglichst in Grenzen zu halten, sah die Route für den 27. März 1810 ursprünglich einen Aufenthalt in Soissons vor. Der Ort war die letzte Station vor dem geplanten Zusammentreffen mit Napoleon in Compiègne am darauffolgenden Tag. Die Stadt Soissons hatte sich bereits auf den Empfang und die Unterbringung der Kaiserin vorbereitet. Napoleon ging dies jedoch nicht schnell genug. Er war bereits am 20. März 1810, um etwa 19 Uhr, in Compiègne eingetroffen und hatte dort persönlich letzte Änderungen in den Schlossräumen der Kaiserin veranlasst. Am 27. März 1810 beschloss er das Zusammentreffen um einen Tag vorzulegen. Er ritt inkognito, begleitet nur von seinem General Murat, dem Konvoi von Marie-Louise entgegen. Bei Courcelles-sur-Vesle fand Napoleon den Tross schließlich beim Pferdewechsel vor. Er nutzte die Gelegenheit, um unter Missachtung aller höfischen Konventionen in die Kutsche Marie-Louises zu steigen. Er ließ die Kutschen anschließend bis nach Compiègne durchfahren, wo das Paar um 21:30 Uhr eintraf.

## Pariser Hochzeit
Die offizielle Hochzeit wurde am 1. April 1810 in der Kapelle des Louvre vollzogen.